# Вельямінов Петро Сергійович
Петро Сергійович Вельямінов (рос. Пётр Сергеевич Вельяминов; 7 грудня 1926, Москва — 14 червня 2009, Санкт-Петербург) — радянський і російський актор театру й кіно. Заслужений артист РРФСР (1976). Лауреат Державної премії СРСР (1979). Народний артист РРФСР (1985).

## Біографія
Петро Вельямінов народився в дворянській сім'ї стародавнього аристократичного роду в 1926 році. У 1943 році він у 17-річному віці був репресований разом з батьком, російським офіцером, і перебував в таборах ГУЛАГу до звільнення у 1952. У 1983 році актора реабілітували.
З 1952 року — актор драматичного театру в Абакані, з 1955 року — Тюменського обласного драматичного театру. Працював також в театрах Дзержинська, Новочеркаська, Чебоксар, Іваново.
У 1972 році, після успіху фільму «Тіні зникають опівдні», Петро Вельямінов переїхав до Москви.
Вельямінов знімався в таких фільмах, як «Тіні зникають опівдні», «Ярослав Мудрий», «Пірати XX століття» і «Челюскінці», а також в серіалах «Агент національної безпеки», «Вічний поклик» і «Бандитський Петербург». Всього він виконав в кіно 70 ролей. З 1970-х років артист працював в московському театрі «Сучасник», потім — в Театрі-студії кіноактора. У 1995 році Вельямінов переїхав до Санкт-Петербурга і поступив в трупу театру імені Акімова.

## Фільмографія
- 1971 — Тіні зникають опівдні — Захар Захарич Большаков
- 1972 — Іванів катер — Іван Трохимович Бурлаков
- 1972 — Командир щасливої «Щуки» — Олексій Петрович Строгов
- 1973 — Тут наш будинок — Гліб Миколайович Рябінін
- 1973—1983 — Вічний поклик — Полікарп Матвійович Кружилин
- 1974 — Обіцянка щастя — художник Петров
- 1974 — Повість про людське серце — Іван Андрійович
- 1974 — Шпак і Ліра — Федір Греков
- 1976 — Недільна ніч — Георгій Максимович Новицький
- 1976 — Звільнення Праги — генерал Лелюшенко
- 1976 — Солодка жінка — Микола Єгорович Кушаков
- 1976 — Запитай себе
- 1976 — Час обрав нас — Бутевіч
- 1977 — Гонки без фінішу — Мещерніков
- 1977 — Переїзд (короткометражний) — водій
- 1977 — Пил під сонцем — Михайло Муравйов
- 1978 — Версія полковника Зоріна — генерал Петро Степанович Курбатов
- 1978 — Зустріч в кінці зими — Васильович
- 1978 — Голубка — Іван Якимович Шаров
- 1978 — На горі стоїть гора — Лосєв
- 1978 — Я хочу вас бачити — полковник Григорій
- 1979 — Небезпечні друзі — майор Микола Калінін
- 1979 — Пірати XX століття — Іван Ілліч, капітан судна
- 1979 — Поема про крила — Дмитро Степанович Орлов
- 1980 — Дим Вітчизни — Василь Ломоносов
- 1980 — Нічна подія — Сергій Петрович Мітін — слідчий
- 1980 — Такі ж, як ми!
- 1981 — На початку гри — Селіванов Микола Петрович
- 1981 — Відставної кози барабанщик — Петя
- 1981 — Проти течії — Соболь
- 1981 — Ярослав Мудрий — Володимир
- 1982 — Повернення резидента — Петро Іванович Лукін
- 1982 — Нас вінчали не в церкві — отець Василь
- 1982 — Терміново... Таємно... Губчека — Андрій Григорович Кандоуров, капітан контррозвідки
- 1983 — Сполох — Петров Василь Кузьмич
- 1983 — Прискорення — Карналь
- 1984 — І чудова мить перемоги — Ілля Захарович, лікар
- 1984 — Челюскінці — Володимир Іванович Воронін
- 1985 — Зустрінемося в метро — Андрій Іванович Зарубін
- 1986 — 55 градусів нижче нуля — Іван Петрович Кузнєцов
- 1986 — Два погляди з одного кабінету (фільм-спектакль) — Іван Петрович Стрешнев
- 1986 — Залізне поле — Бобильов Володимир Федорович
- 1986 — Знаю тільки я — Шереметьєв Віктор Олексійович, архітектор
- 1986 — Кінець операції «Резидент» — Петро Іванович Лукін
- 1987 — Мегре у міністра (фільм-спектакль) — Огюст Пуан, міністр громадських робіт
- 1987 — Перші уроки (рік тому) (фільм-спектакль) — Іван Петрович Стрешнев, секретар по ідеології
- 1987 — Випадок із газетної практики — Гліб Костянтинович Подберезов
- 1987 — Середовище проживання — Корнілов
- 1988 — Цивільний позов — Марлен Васильович Бутов, директор хімкомбінату
- 1988 — Лапта — Махорин
- 1989 — На знак протесту — Дем'ян Єгорович Пугачов
- 1989 — Скляний лабіринт — дядя Володя
- 1989 — Сувенір для прокурора — Гліб Артемович Самсонов, директор заводу
- 1991 — Прости нас, мачуха Росія — Михайло Ерастовіч Осмоловський, співробітник КДБ
- 1991 — Хижаки — Арсеній Миколайович Рєзвих, дільничний міліціонер
- 1992 — Політ нічного метелика
- 1992 — Фіктивний шлюб — дядько Семен
- 1993 — Заручники «Диявола» — Борис Іванович Рибкін, прокурор краю
- 1993 — Налет — батько Стьопи
- 1993 — Сірі вовки — Микола Григорович Ігнатов
- 1994 — Злодійка — батько Валери
- 1995 — Зимова вишня — батько Ольги
- 1996 — Єрмак — Мелентій
- 1998 — Я перший тебе побачив — Сергій Сергійович Говорков
- 1999 — Агент національної безпеки-1 — торговець зброєю, ватажок банди
- 1999 — Під Місяцем — Петро
- 2000 — Бандитський Петербург-2 — Єгор Федосеіч Алексєєв
- 2002 — Час любити — батько Даші
- 2003 — Гра без правил — священик
- 2005 — Казароза — Микола Григорович Свечников
- 2005 — Чертогон (короткометражний) — Ілля Федосійович
- 2007 — Місяць в зеніті — Борис Васильович Анреп